# Chililabombwe
Chililabombwe (do 1968 Bancroft) – miasto w Zambii, w Prowincji Pasa Miedzionośnego, na obszarze Pasa Miedzionośnego, przy granicy z Demokratyczną Republiką Konga. Około 79 tys. mieszkańców.